# ثاديوس كارواي
ثاديوس كاراوي (بالإنجليزية: Thaddeus H. Caraway) وهو سياسي أمريكي ينتمي إلى الحزب الديمقراطي. ولد ثاديوس كاراوي في 17 تشرين الأول - أكتوبر في سنة 1871 في ولاية ميسوري الأمريكية انتقل كاراوي مع والديه إلى ولاية اركنسو سنة 1883 درس ثاديوس كاراوي القانون وتخرج من كلية ديكسون في ولاية تينيسي الأمريكية سنة 1896 بدا ثاديوس كاراوي حياته المهنية كمحام في سنة 1900 في ولاية اركنسو الأمريكية تزوج في عام 1902 ب هاتي اوليفيا وايت عمل كاراوي ما بين سنة 1908 إلى سنة 1912 كمدعي عام وعمل عضوا في مجلسي الكونغرس الأمريكي ما بين الأعوام 1913 إلى 1921 توفي ثاديوس كاراوي في 6 تشرين الثاني - نوفمبر من سنة 1931 في ولاية أركنساس الأمريكية.